# Werner Beulke
Werner Beulke (* 12. Januar 1945 in Neustadt in Oberschlesien (heute: Prudnik)) ist ein deutscher Rechtswissenschaftler, Rechtsanwalt und ehemaliger Hochschullehrer.   

## Leben und Wirken
Beulke wuchs in Berlin auf. An der Freien Universität begann er ein Studium der Rechtswissenschaft. Nach zwei Semestern wechselte er für weitere zwei Semester an die Universität Tübingen und beendete das Studium schließlich an der Universität Göttingen mit dem Ersten Juristischen Staatsexamen. Sein Referendariat absolvierte er in Niedersachsen. 1974 wurde Beulke in Göttingen promoviert. 1978 habilitierte er sich ebendort zur Stellung des Verteidigers im Strafprozess.
1979 erfolgte der Ruf als Professor an die Universität Konstanz. Von 1980 bis März 2011 war er Inhaber des Lehrstuhls für Strafrecht, Strafprozessrecht sowie Kriminologie an der Universität Passau.
Nach seiner Emeritierung widmet sich Beulke seiner anwaltlichen Tätigkeit. Seit Juli 2012 ist Beulke bei der Rechtsanwaltskammer München als Rechtsanwalt zugelassen.
Beulke ist verheiratet und hat zwei Söhne. 2020 erhielt er ein Ehrendoktorat der Martin-Luther-Universität Halle-Wittenberg.

## Forschungsschwerpunkte
Beulkes Forschungsschwerpunkte liegen im Allgemeinen Teil des Strafrechts, im Strafprozessrecht – insbesondere im Bereich der Strafverteidigung –, im Wirtschaftsstrafrecht und im Jugendstrafrecht.

## Publikationen (Auswahl)

### Monographien und Lehrbücher
- Vermögenskriminalität Jugendlicher und Heranwachsender (= Kriminologische Studien. Band 20). Schwartz, Göttingen 1974 (Dissertation, Universität Göttingen, 1974).
- Der Verteidiger im Strafverfahren. Funktionen und Rechtsstellung. Metzner, Frankfurt am Main 1980 (Habilitationsschrift, Universität Göttingen, 1978).
- Mit Johannes Wessels und Helmut Satzger, Strafrecht Allgemeiner Teil, Die Straftat und ihr Aufbau. C. F. Müller, Heidelberg, 51. Auflage 2021
- Mit Sabine Swoboda Strafprozessrecht (= Schwerpunkte. Bd. 20). Müller, Heidelberg, 16. Auflage 2022, ISBN 978-3-8114-6052-2
- Klausurenkurs im Strafrecht I. Müller, Heidelberg
- Klausurenkurs im Strafrecht II. Müller, Heidelberg
- Klausurenkurs im Strafrecht III. Müller, Heidelberg
- Jugendstrafrecht. Eine systematische Darstellung. Kohlhammer, Stuttgart
- Die Strafbarkeit des Verteidigers. Müller, Heidelberg
- Unternehmen im Fadenkreuz. Müller, Heidelberg, 2009

### Herausgeberschaft
- Kultur, Wissenschaft und Politik am Ende des 20. Jahrhunderts. Erwartungen, Visionen - Ängste? Vorträge auf dem Symposium zum 65. Geburtstag von Hans-Ludwig Schreiber (= Göttinger Universitätsreden. Band 91). 1999.
- Strafrecht, Biorecht, Rechtsphilosophie. Festschrift für Hans-Ludwig Schreiber zum 70. Geburtstag am 10. Mai 2003. 2003.
- Festschrift zu Ehren des Strafrechtsausschusses der Bundesrechtsanwaltskammer. 2006.
- Das Dilemma des rechtsstaatlichen Strafrechts. Symposium für Bernhard Haffke zum 65. Geburtstag. 18./29. März 2009. Universität Passau, 2009.
- mit Alexander Ignor: Buchreihe Praxis der Strafverteidigung.

### Kommentare
- Löwe/Rosenberg: Die Strafprozessordnung und das Gerichtsverfassungsgesetz, Großkommentar. Hrsg. von Volker Erb, Robert Esser, Ulrich Franke, Kirsten Graalmann-Scheerer, Hans Hilger, Alexander Ignor. 26. Auflage. 2006–2013, §§ 151–157.
- Satzger/Schluckebier/Widmaier (Hrsg.): Strafprozessordnung. 2014, Einleitung, §§ 137–149.

### Lexikon
- Stichworte aus dem Bereich Strafrecht und Kriminologie in: Horst Tilch, Frank Arloth (Hrsg.): Münchener Rechts-Lexikon. Beck, München 1987; 3. Auflage (Deutsches Rechts-Lexikon) 2001.

### Gutachterliche Stellungnahmen
- Stellungnahme vom März 2003 zu den Reformvorschlägen im Justizmodernisierungs- und Justizbeschleunigungsgesetz
- Gutachten vom 23. November 2007 über die strafrechtlichen Risiken der Schulfotografie unter besonderer Berücksichtigung der Tatbestände der Bestechung (§ 334 StGB) und der Vorteilsgewährung (§ 333 StGB)